# Castulo discrepans
Castulo discrepans är en fjärilsart som beskrevs av Walker 1864. Castulo discrepans ingår i släktet Castulo och familjen björnspinnare. Inga underarter finns listade i Catalogue of Life.